# Сан Ђакомо (Перуђа)
Сан Ђакомо је насеље у Италији у округу Перуђа, региону Умбрија.
Према процени из 2011. у насељу је живело 2055 становника. Насеље се налази на надморској висини од 250 м.